# 1990
1990 (MCMXC) fou un any començat en dilluns.

## Esdeveniments
Països Catalans
- 6 de gener, Sant Feliu de Guíxols: S'inaugura el Teatre Auditori Municipal Narcís Masferrer.[1]
- 15 de febrer: estrena del primer capítol de Bola de drac a TV3.[2]
- 9 de març: Terra Lliure atempta contra els jutjats de Manresa (Bages), Terrassa (Vallès Occidental) i Badalona (Barcelonès).[3]
- 18 d'abril, Mataróː S'inaugura el nou Teatre Monumental, remodelat, amb un recital de Victòria dels Àngels.[4]
- 21 d'abril, Catalunya: Amb protestes d'alguns ciutadans, Felip de Borbó visita Girona -on pren possessió del títol de príncep de Girona-, el monestir de Montserrat (el Bages) i Barcelona.
- 22 d'abril, Catalunya: Felip de Borbó va a Balaguer (la Noguera) i Cervera (la Segarra), on pren possessió dels títols de Senyor de Balaguer i comte de Cervera; després visita Montblanc (la Conca de Barberà).
- 24 d'abril, Cap Canaveral (Estats Units): Llançament a l'espai del telescopi espacial Hubble.[5]
- Abril, Banyoles: Es descobreix el jaciment arqueològic neolític de La Draga, un dels més conservats a tot Europa, per les excepcionals condicions s'ha pogut recollir estris de fusta preservats en els sediments fangosos de l'estany de Banyoles.
- 18 de juny, Barcelona: Es funda la Universitat Pompeu Fabra.
- 21 de setembre, Barcelona: S'inaugura el poliesportiu Palau Sant Jordi, obra de l'arquitecte japonès Arata Isozaki.[6]
- 18 de novembre, Pointe-à-Pitre, illa de Guadalupe: Florence Arthaud és la primera dona que guanya la Ruta del Rom, cursa transatlàntica en solitari.[7]
- 16 de desembre, Camp Nou, Barcelona: Pep Guardiola debuta amb el FC Barcelona contra al Cadis.
- Es publica el llibre: “la veïna”, d'Isabel-Clara Simó
- Es constitueix la Banda Simfònica Ciutat d'Eivissa.

Resta del món
- 11 de febrer, Sud-àfrica: Alliberen Nelson Mandela després de 27 anys de captiveri a Robben Island, punt d'inflexió en la fi del règim d'apartheid.
- 25 de febrer, Managua: Violeta Chamorro esdevé presidenta de Nicaragua, la primera dona americana elegida presidenta a les urnes.[8]
- 11 de març: La República Socialista Soviètica de Lituània s'independitza de la Unió Soviètica.
- 15 de març, Brasil: Fernando Collor de Mello és elegit president del país.
- 21 de març, Namibia es converteix en una república independent.
- 27 de març, Miami, Estats Units: TV Martí hi comença a emetre propaganda anticastrista envers Cuba.[9]
- 24 d'abril, Cap Canaveral, Estats Units: Llançament a l'espai del telescopi espacial Hubble.
- 15 de maig: El retrat «El doctor Paul Gachet» de Vincent van Gogh és venut per la xifra rècord de 82,5 milions de dòlars.
- 16 de juliol, Kíiv, Ucraïna: La Rada Suprema proclama la sobirania estatal d'Ucraïna, separació oficial de l'URSS.
- 2 d'agost: L'Iraq de Saddam Hussein culmina amb èxit la invasió de Kuwait, el Consell de Seguretat de l'ONU condemna els fets.
- 3 d'octubre, Alemanya: Culmina la reunificació del país, la RDA és “absorbida” per la RFA.[10]
- 15 d'octubre, Suècia: Mikhaïl Gorbatxov és guardonat amb el premi Nobel de la pau pels seus intents per a fer disminuir les tensions de la guerra freda i l'obertura de la Unió Soviètica.[11]
- 9 de novembre, Kitt Peak National Observatory, Arizona, EUA: Es descobreix l'asteroide (5590) 1990 VA
- 12 de novembre, Kioto (Japó)ː entronació de l'emperador Akihito.[12]
- 21 de novembre, Japóː Es llança al mercat la consola Super Famicom, predecessora de la Super Nintendo.[13]
- Es crea la Comissió de Venècia, òrgan depenent de la Comissió Europea.
- Es crea el grup de rock gòtic Dead Artist Syndrome

### Cinema i televisió

| M/d   | Direcció | Títol      | Gènere  |
| ----- | -------- | ---------- | ------- |
| 00/00 | John Doe | pel·lícula | slasher |

### Premis Nobel
| Camp                  | Guardonats                                                  |
| --------------------- | ----------------------------------------------------------- |
| Física                | - Jerome I. Friedman - Henry W. Kendall - Richard E. Taylor |
| Química               | - Elias James Corey                                         |
| Medicina o Fisiologia | - Joseph Edward Murray - E. Donnall Thomas                  |
| Literatura            | - Octavio Paz                                               |
| Pau                   | - Mikhaïl Gorbatxov                                         |
| Economia              | - Harry Markowitz - Merton Miller - William Forsyth Sharpe  |

## Naixements
| M/d   | Nom i llinatges     | Activitat  | Origen                         | M.   |
| ----- | ------------------- | ---------- | ------------------------------ | ---- |
| 04/21 | Julio Marrahí Ruano | pilotaire  | Castelló de la Ribera          |      |
| 08/13 | Lisa LeBlanc        | cantautora | Rogersville Parish (canadenca) |      |
| 03/31 | Lyra McKee          | periodista | nord-irlandesa                 | 2019 |

Les persones nascudes el 1990 faran 35 anys durant el 2025.
Països Catalans
- 7 de febrer, Banyoles, Pla de l'Estany: Esther Guerrero, atleta catalana.[14]
- 13 de març, Tarragona: Andrea Jardí Cuadrado, jove esquiadora catalana que ha destacat en categories inferiors.[15]
- 23 de març, Barcelona: Jaume Alguersuari, pilot de Fórmula 1 català.
- 7 d'abril, Palma: Vicky Luengo, actriu mallorquina.[16]
- 5 de juny, Barcelona: Ona Carbonell i Ballestero, nedadora catalana de natació sincronitzada.[17]
- 23 de juny, Vilafranca del Penedès: Laura Ràfols Parellada, futbolista catalana que va jugar a la Primera Divisió de futbol d'Espanya.[18]
- 2 de juliol, Crevillent, Alacant: Aitana Mas i Mas, enginyera d'obres públiques i política valenciana; ha estat Directora General de Transparència i Participació i la dona més jove a encapçalar una llista per a eleccions a Espanya.[19]
- 18 de juliol, Barcelona, Barcelonès: Georgina Oliva Isern, jugadora d'hoquei sobre herba catalana.[20]
- 9 d'agost, València: Ana Amo Ramada, futbolista valenciana.[21]
- 14 d'agost, Barcelona: Carla Marín Benito, jugadora d'escacs catalana, que ha estat campiona de Catalunya.[22]
- 15 d'agost, Palma: Margalida Crespí Jaume, nedadora sincronitzada mallorquina, medallista olímpica.[23]
- 17 d'agost, Malla: Irene Solà Sàez, poeta, narradora i artista catalana.
- 28 d'agost, Linyola, Segrià: Bojan Krkic Pérez, futbolista català.
- 5 de setembre, Palma: Ángela Fernández, més coneguda com a Angy, és una cantant i actriu mallorquina.[24]
- 16 de setembre, Veracruz: Matilde Ortiz Reyes, jugadora de waterpolo del Club Natació Sabadell i la selecció estatal.[25]
- 17 octubre, Sabadell: Maica García Godoy, jugadora de waterpolo catalana.[26]
- 21 d'octubre, el Masnou, Maresme: Ricky Rubio, jugador de bàsquet català.
- 10 de novembre, Badalona, Barcelonès: Mireia Belmonte, nedadora catalana.
- 20 de desembre, 
  - Girona: Marta Xargay i Casademont, jugadora de bàsquet catalana de l'Uni Girona.[27]
  - Barcelona: Andrea Guasch, actriu, cantant i ballarina.[28]
- 25 de desembre, Alacant: Covadonga Peremarch, sociòloga i política valenciana, ha estat diputada a les Corts Valencianes.[29]

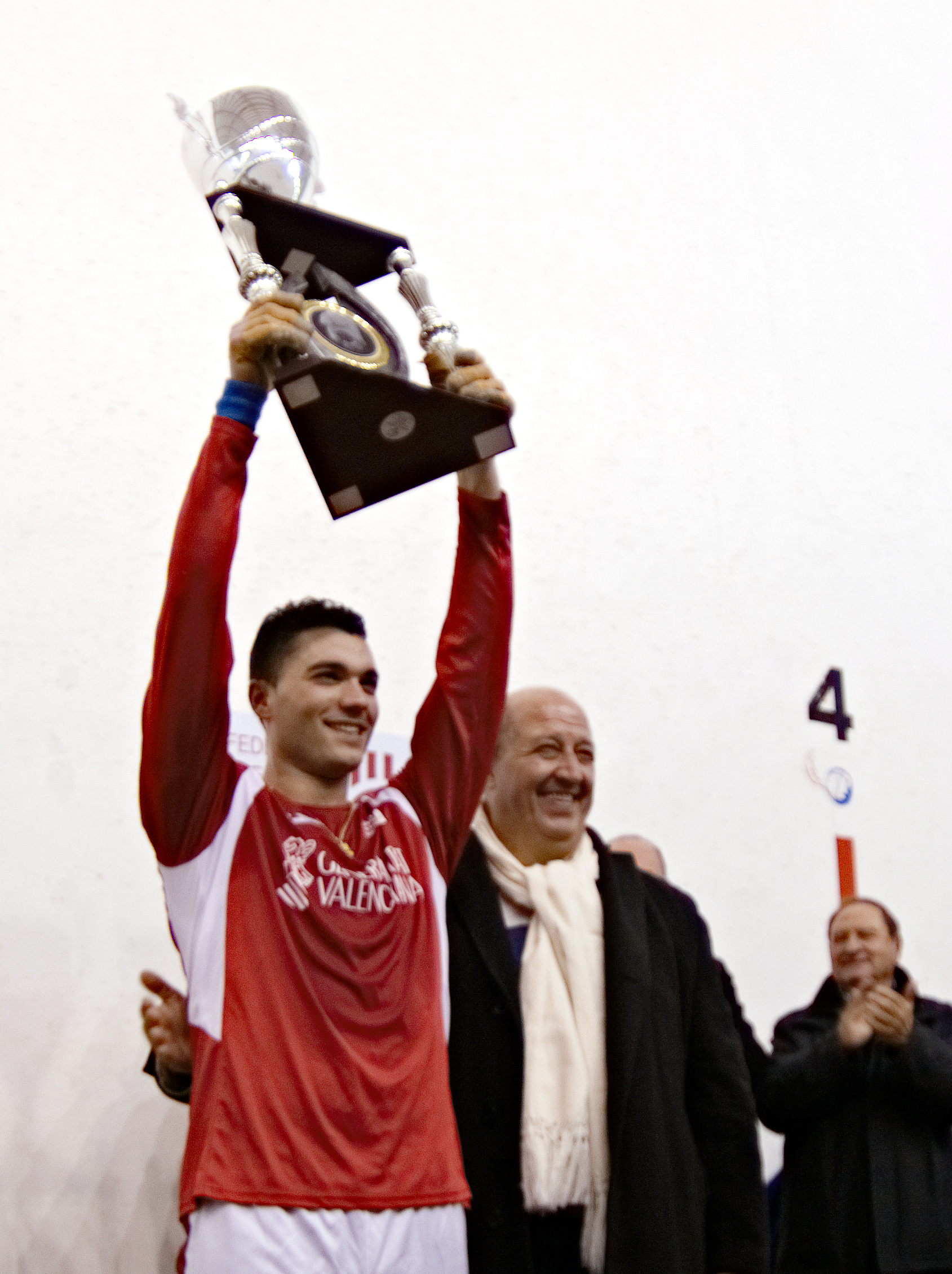
Julio Marrahí
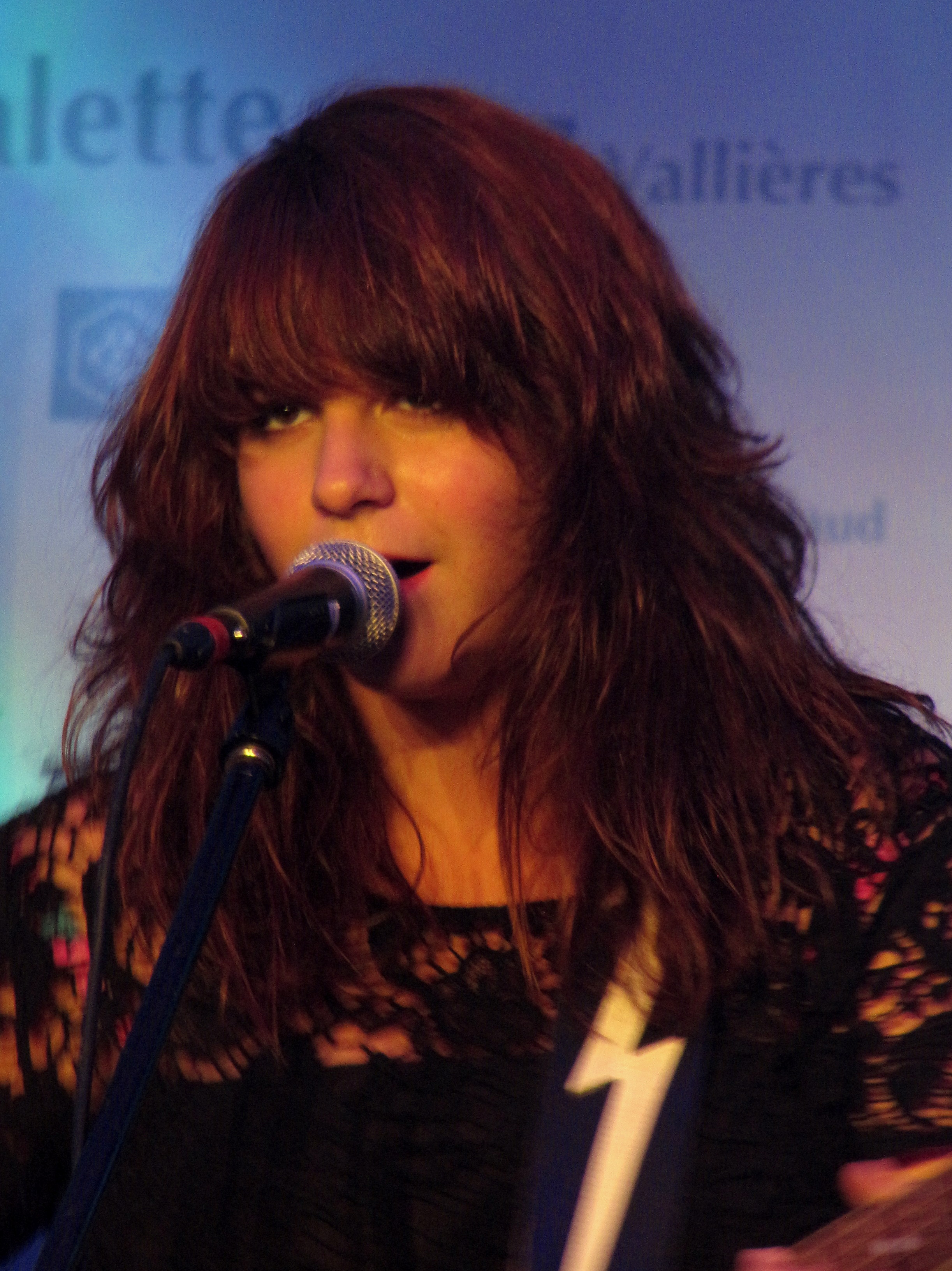
Lisa LeBlanc
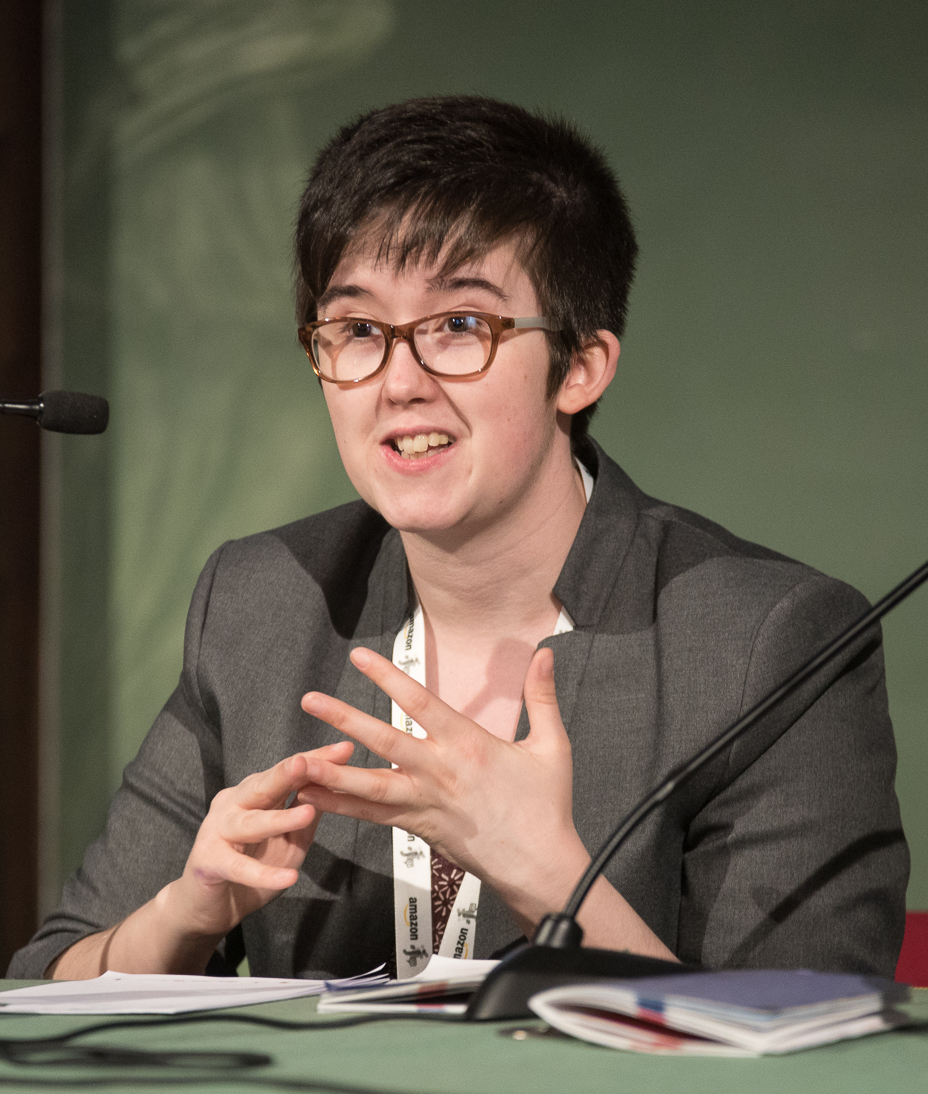
Lyra McKee (m. 2019)
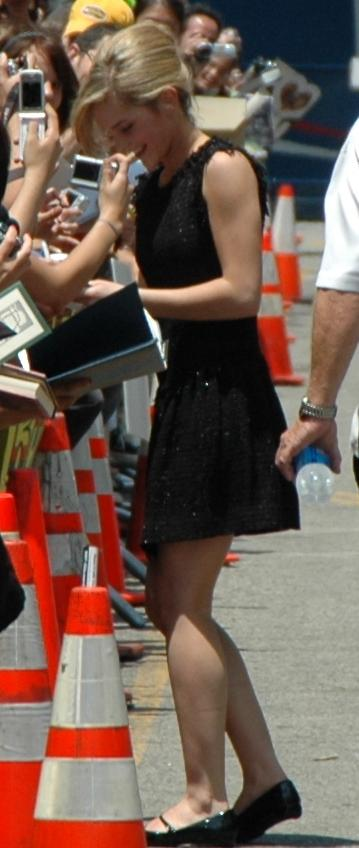
Emma Watson
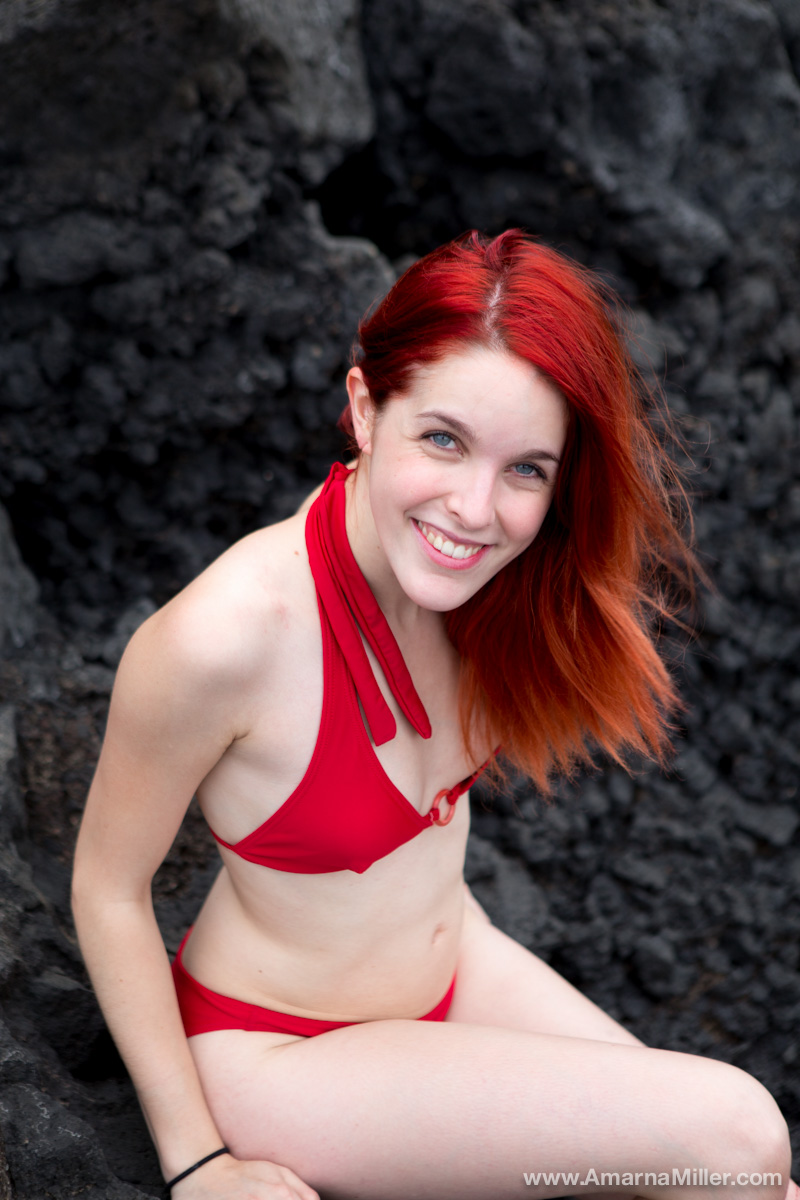
Amarna Miller
J.I.D

Resta del món
- 6 de març, 
  - Granadilla de Abona: Patricia Yurena, model
  - Madrid: Clara Lago, actriu de cinema, teatre i televisió madrilenya.[30]
- 8 de març, Bilovec, Txecoslovàquia: Petra Kvitová, tennista txeca.[31]
- 16 de març, Madrid: Nagua Alba, psicòloga especialitzada en psicologia de l'educació i política basca.[32]
- 15 d'abril, París, França: Emma Watson, actriu britànica.
- 26 d'abril, Monterrey, Mèxic: Jonathan dos Santos, futbolista mexicà.
- 9 de maig, Madrid: Jennifer Hermoso, futbolista que juga com a migcampista i davantera de futbol.[33]
- 11 de juny, Annecy, França: Christophe Lemaitre, atleta francès.[34]
- 1 de juliol, Moscou, Rússia: Lukas Geniušas, pianista russo-lituà
- 8 de juliol, Buenos Aires, Argentina: Nicolás Colazo, futbolista argentí
- 20 de juliol, Schœlcherː Wendie Renard, defensa de la selecció francesa de futbol.[35]
- 13 d'agost, Nova Brunswick, Canadàː Lisa LeBlanc, cantautora que compon cançons en francés acadià i anglés canadenc.[36]
- 15 d'agost, Louisville, Kentucky, Estats Units: Jennifer Lawrence, actriu estatunidenca.[37]
- 19 d'agost, La Corunya: Sofía Toro Prieto-Puga, regatista gallega, medallista olímpica a Londres 2012.[38]
- 1 de setembre, Londres: Ann Sophie Dürmeyer, més coneguda com a Ann Sophie, és una cantant alemanya.[39]
- 21 de setembre - Pasadena: Christian Serratos, actriu i model nord-americana.
- 10 d'octubre: Rafael Tolói, futbolista brasiler.
- 29 d'octubre: Madrid, Comunidad de Madrid, Espanya: Amarna Miller, actriu espanyola.
- 4 de novembre, Florència: Rachele Bruni, nedadora italiana, especialitzada en carreres de llarga distància en aigües obertes.[40]
- 6 de novembre, 
  - Alcalá de Henares, Madrid: Luna Miguel, escriptora i traductora, periodista i editora.[41]
  - Ludwigshafen am Rhein, Renània-Palatinat: André Schürrle, futbolista alemany.
- 17 de novembre, Los Realejos, Santa Cruz de Tenerife: Elisabeth Chávez, jugadora espanyola d'handbol.[42]
- 26 de novembre, Pristina, República Federal de Iugoslàvia: Rita Ora, cantant, compositora i actriu kosovar.[43]
- 30 de novembre, Tønsberg, Noruega: Magnus Carlsen, gran mestre d'escacs i actual campió del món norueg.
- 4 de desembre, Ōmihachiman, Japó: Yukiko Inui, nedadora japonesa de natació sincronitzada, medallista olímpica a Rio 2016.[44]
- 10 de desembre, Chiba, Japó: Shoyo Tomizawa pilot de motociclisme japonès
- Omdurman, Sudan: Salma al-Majidi, entrenadora de futbol.[45]

## Necrològiques
Països Catalans
- 5 de gener - Gijón: Lola Iturbe, destacada activista anarquista barcelonina (n. 1902).[46]
- 8 de gener - Barcelona: Jaime Gil de Biedma, poeta català en llengua castellana (60 anys).
- 20 de febrer - Barcelona: Mariana d'Ibarra i Montís, entomòloga mallorquina, especialista en lepidòpters (n. 1904).[47]
- 1 de març - Barcelona: Carlos Pérez de Rozas y Sáenz de Tejada, fotògraf i periodista català (69 anys).
- 3 de març - París, França: Claude Arrieu, compositora francesa (n. 1903).[48]
- 9 de març - Madrid: Joana Concepció Francés, pintora valenciana que formà part del grup El Paso (n. 1924).[49]
- 17 de maig - Barcelona: Antoni Puigvert i Gorro, uròleg català (n. 1905).
- 26 de juny - Barcelona: Manuel de Pedrolo, escriptor català (72 anys).[50]
- 19 de juliol - Barcelona: Lluís Maria Millet i Millet, músic català, director de l'Orfeó Català (n. 1906).[51]
- 24 de juliol - Riudellots de la Selva: Francesca Casaponsa, metgessa de la Bisbal, primera col·legiada a Girona (n.1906).[52]
- 4 d'octubre - Cuernavaca, Mèxicː Igualdad Ocaña Sánchez, mestra racionalista i militant anarquista, exiliada del franquisme (n. 1912).[53]
- 18 d'octubre - 
  - Sant Andreu de Palomar, Barcelona: Antònia Pich i Santasusana, pianista, violinista, professora (n. 1910).[54]
  - Caldes de Montbui (Vallès Oriental): Gato Pérez, músic català d'origen argentí que destacà en la rumba catalana.[55]
- 27 d'octubre - Barcelona: Xavier Cugat, músic català (90 anys).
- 20 de novembre - Barcelona: Maria del Carme Nicolau Massó, escriptora, periodista i traductora catalana (n. 1901).[56]
- 8 de desembre - Barcelona: Helena Valentí, escriptora catalana (n. 1940).[57]
- 12 de desembre - Madrid: Concha Piquer, cupletista i actriu valenciana (82 anys).[58]
- 15 de desembre - Barcelona: Miquel Coll i Alentorn, polític català d'Unió Democràtica de Catalunya i president del Parlament de Catalunya entre 1984 i 1988 (86 anys).
- 19 de desembre:
  - Barcelona: Xavier Benguerel i Llobet, escriptor català. (85 anys).
  - Santa Coloma de Gramenet: Maria Argelaguet Costa, mestra i pedagoga catalana (n. 1900).
- 21 de desembre - Barcelona: Susana March Alcalá, escriptora catalana en castellà.[59]
- Josep Maria Lamaña i Coll, musicòleg i enginyer industrial barceloní. (n. 1899).
- València: Maria Àngels Belda Soler, cronista oficial d'Aielo de Malferit i una de les primeres dones a accedir a la Universitat a la ciutat de València.
- Barcelona, Jaume Batlle Bigas, aparellador i mestre d'obres

Resta del món
- 6 de gener, Moscou: Pàvel Txerenkov, físic sovietic, Premi Nobel de Física de l'any 1958 (n. 1904).
- 10 de gener, Los Angeles, Pilar Arcos, cantant cubana de música popular (n. 1893).[60]
- 20 de gener, Santa Monica, Califòrnia, EUA: Barbara Stanwyck, actriu estatunidenca (82 anys).
- 23 de gener: Raúl Kaplún, violinista, compositor i director d'orquestra alemany nacionalitzat argentí.
- 24 de gener: Upland, Califòrnia: Madge Bellamy, actriu estatunidenca del cinema mut.[61]
- 25 de gener, Londres: Ava Gardner, actriu nord-americana (67 anys).[62]
- 16 de febrer, Nova York, EUA: Keith Haring, artista plàstic i activista social nord-americà (38 anys).
- 5 de març, París: Gina Pane, artista plàstica francesa (n. 1939).[63]
- 7 de març, París (França): Claude Arrieu, compositora francesa.(n. 1903)[64]
- 11 de març: Alfonso Sánchez Portela, fotògraf espanyol (87 anys).
- 15 de març, Madrid: Jimena Menéndez-Pidal Goyri, pedagoga espanyola (n. 1901).[65]
- 17 de març, Lausana (Suïssa): Capucine, model i actriu francesa (n. 1928).[66]
- 22 de març, Moscou: Lev Iaixin, porter de futbol rus (n. 1929).
- 3 d'abril, Los Angeles: Sarah Vaughan, cantant nord-americana, una de les veus femenines més importants i influents del jazz (n. 1924).[67]
- 15 d'abril, Nova York, EUA: Greta Garbo, actriu sueca (84 anys).[68]
- 23 d'abril, Ronco sopra Ascona, Suïssa: Paulette Goddard, actriu estatunidenca (n. 1910).[69]
- 25 d'abril, Filadèlfia, Estats Units: Dexter Gordon, saxofonista de jazz.[70]
- 8 de maig, Venècia, Vèneto, Itàlia: Luigi Nono, compositor Italià (n. 1924).[71]
- 18 de maig, Malibú, Califòrnia, Estats Units: Jill Ireland, actriu anglesa (n. 1936).[72]
- 22 de maig:
  - , Pequín (Xina): Ling Shuhua, escriptora i pintora xinesa (n. 1900)
  - Xangai (Xina): Xu Xingye (xinès simplificat: 徐兴业) escriptor xinès. Guanyador del Premi Mao Dun de Literatura de l'any 1991 (n. 1917). .
- 8 de juny, San José (Costa Rica): José Figueres Ferrer, pensador i humanista, i un dels més importants polítics de la república de Costa Rica. Va ser President de la República en tres períodes, 1948-1949, 1953-1958 i 1970-1974 (n. 1906).[73]
- 14 de juny, Essen: Erna Berger, cèlebre soprano de coloratura, alemanya d'origen suec (n. 1900).[74]
- 16 de juny, Londres: Eva Turner, soprano anglesa (n. 1892).[75]
- 22 de juny, Moscou (Rússia): Ilià Frank, físic sovietic, Premi Nobel de Física de l'any 1958 (n. 1908).[76]
- 11 de juliol, Xangai (Xina): Sun Yu, actor, guionista i director de cinema xinès (n. 1900)[77]
- 15 de juliol, Londres: Margaret Lockwood, actriu de teatre, cinema i televisió britànica (n. 1916).[78]
- 29 de juliol, Viena, Àustria: Bruno Kreisky, polític austríac socialdemòcrata, canceller d'Àustria entre 1970 i 1983 (n. 1911).[73]
- 5 d'agost, Chengdu, Sichuan (Xina): Zhou Keqin, escriptor xinès, Premi Mao Dun de Literatura de l'any 1982 (n. 1937)[79]
- 8 d'agost, Graz: Andrzej Dobrowolski, compositor i professor de música
- 4 de setembre, Los Angeles, Califòrnia: Irene Dunne, actriu de cinema estatunidenca (n. 1898).[80]
- 7 de setembre: Clara Eleonore Stinnes, corredora de cotxe coneguda per ser la primera dona a donar la volta a món en cotxe
- 26 de setembre, Roma, Itàlia: Alberto Moravia, escriptor italià (82 anys).
- 14 d'octubre, Lawrence (Massachusetts): Leonard Bernstein, pianista, compositor i director d'orquestra estatunidenc (72 anys).[81]
- 20 d'octubre, Woodland Hills, Los Angeles, Califòrnia (EUA):: Joel McCrea, actor estatunidenc.(n. 1905.[82])
- 27 d'octubre, Roma: Ugo Tognazzi, actor italià (n. 1927).[83]
- 30 de setembre, Sydney, Austràlia: Patrick White, escriptor australià, Premi Nobel de Literatura 1973 (78 anys).[84]
- 2 de novembre, Sleepy Hollow, els EUA: Aaron Copland, compositor nord-americà (n. 1900).
- 7 de novembre, Sommières, França: Lawrence Durrell, escriptor britànic (n. 1912).[85]
- 17 de novembre, Stanford, Califòrnia (EUA): Robert Hofstadter, físic estatunidenc, Premi Nobel de Física de l'any 1961 (n. 1915).
- 23 de novembre, Great Missenden, Buckinghamshire, Anglaterra: Roald Dahl, novel·lista, escriptor de contes i guionista gal·lèsn (74 anys).
- 24 de novembre, Uttlesford, Essex: Dodie Smith, novel·lista, dramaturga i guionista britànica, autora de 101 Dàlmates (n. 1896).[86]
- 1 de desembre, Dehradun, Índia, Vijaya Lakshmi Pandit, diplomàtica i política índia (n. 1900).[87]
- 2 de desembre:
  - Nova York (EUA): Aaron Copland,compositor estatunidenc (n. 1900).[88]
  - Woodland Hills (Los Angeles), Califòrnia, Estats Units: Robert Cummings, actor, director i productor estatunidenc (n. 1908).[89]
- 7 de desembre - Scarsdale, Nova York: Joan Bennett, actriu de cinema, teatre i televisió estatunidenca (n. 1910).[90]
- 8 de desembre - Santa Monica, Califòrnia (EUA):  Martin Ritt, director, actor i guionista nord-americà (n. 1914).[91]
- 14 de desembre, Neuchâtel, Suïssa: Friedrich Dürrenmatt, dramaturg suís en llengua alemanya (n. 1921).
- Marcel Légaut, filòsof francès

## Líders internacionals

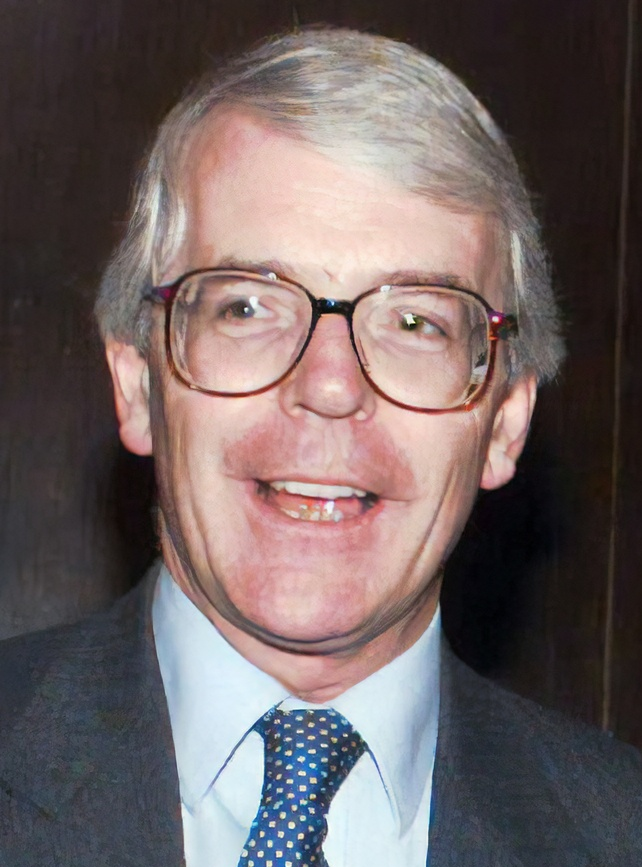
John Major (des del 28N)

- Alemanya: Helmut Kohl
- Espanya: Felipe González
- Estats Units: George Bush
- França: François Mitterrand
- Regne Unit: Margaret Thatcher
- Itàlia: Giulio Andreotti
- USSR: Mikhaïl Gorbatxov
- Ciutat del Vaticà: Papa Joan Pau II